# Bolitophila ingrica
Bolitophila ingrica är en tvåvingeart som beskrevs av Stackelberg 1969. Bolitophila ingrica ingår i släktet Bolitophila och familjen smalbensmyggor. Enligt den finländska rödlistan är arten nära hotad i Finland. Arten är reproducerande i Sverige. Artens livsmiljö är friska och torra lundar. Inga underarter finns listade i Catalogue of Life.